# Радіо Котвейк
Радіо Котвейк (нід. Radio Kootwijk) — селище в нідерландській провінції Гелдерланд. Входить до муніципалітету Апелдорн.

## Історія
Селище виникло 1918 року як місце проживання персоналу короткохвильового радіопередавача, із чим пов'язана і його назва.
Протягом значної частини 20-го сторіччя радіопердавач відігравав значну роль у забезпеченні зв'язку між Нідерландами і Нідерландською Ост-Індією. Із розвитком сучасніших засобів зв'язку значення передавача зменшилося, а згодом й остаточно зійшло нанівець. Згодом головна будівля комплексу отримала статус пам'ятки архітектури.

## Галерея

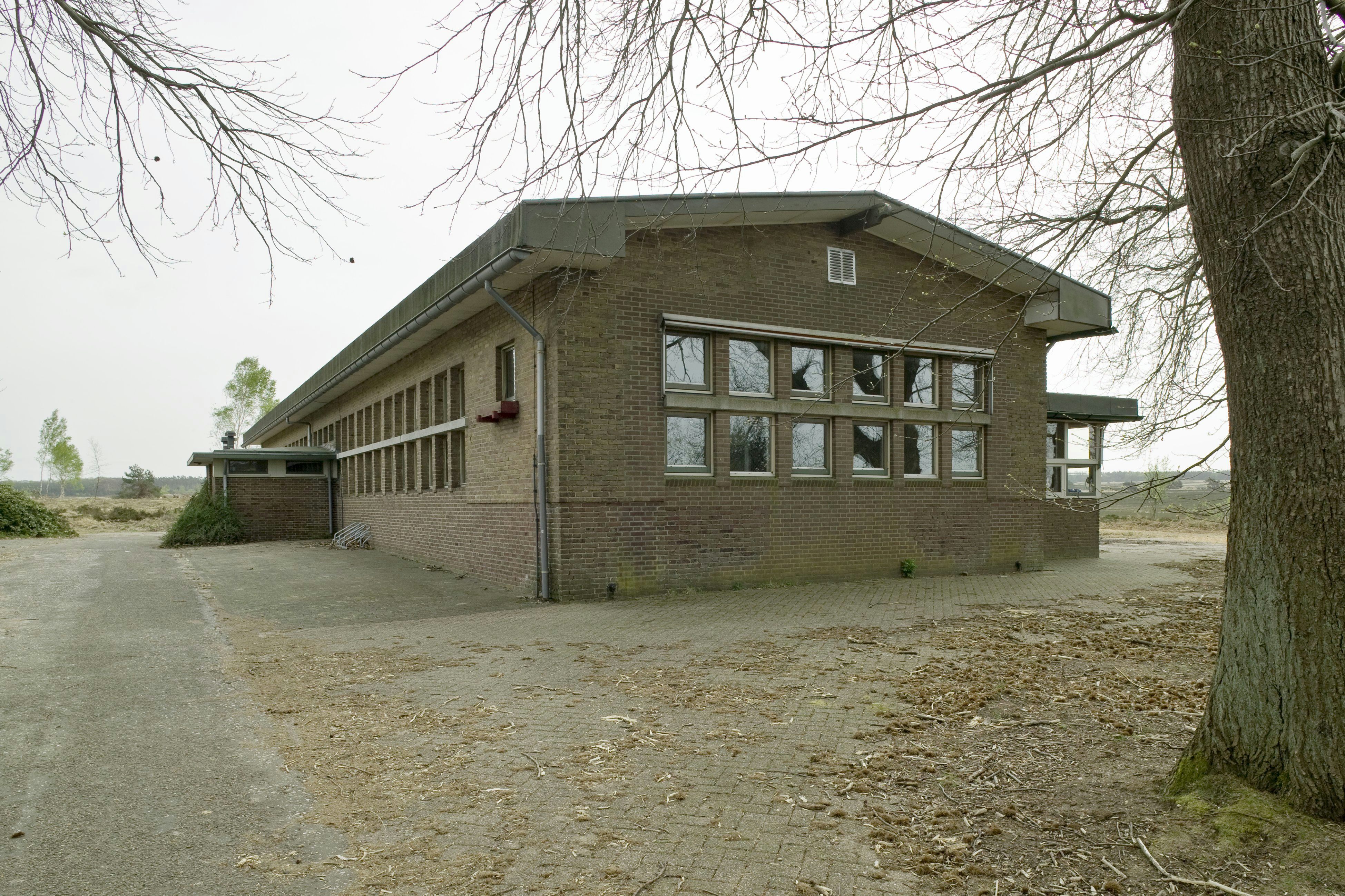
Будівля C
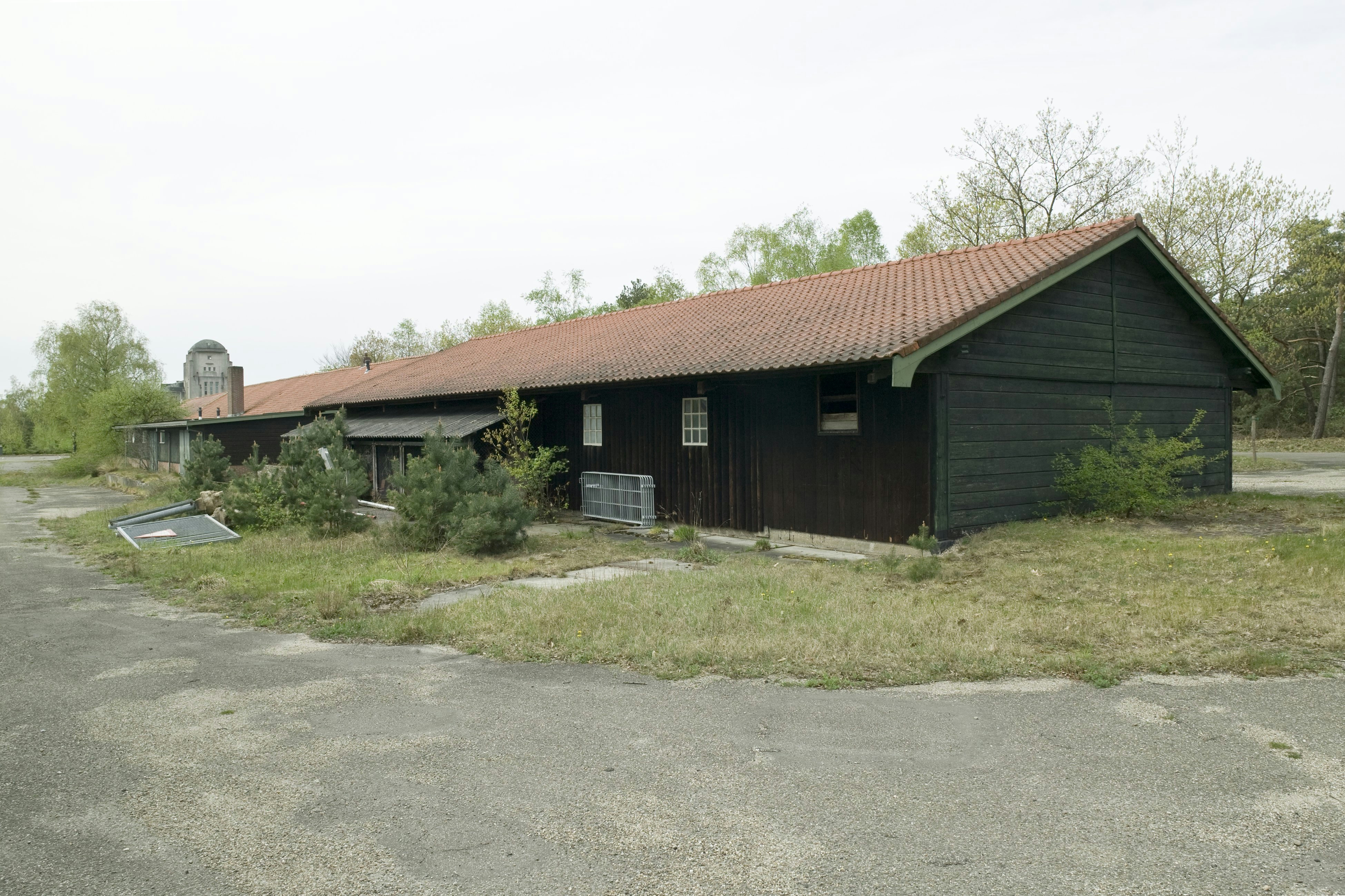
Будівля P
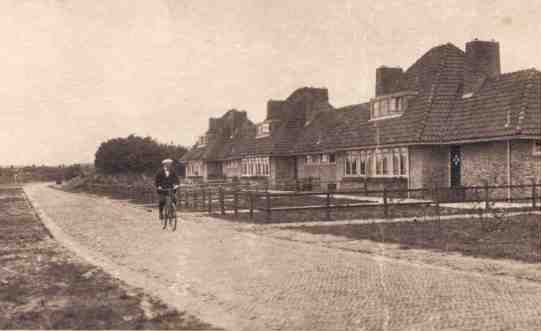
Селише у 1922 році
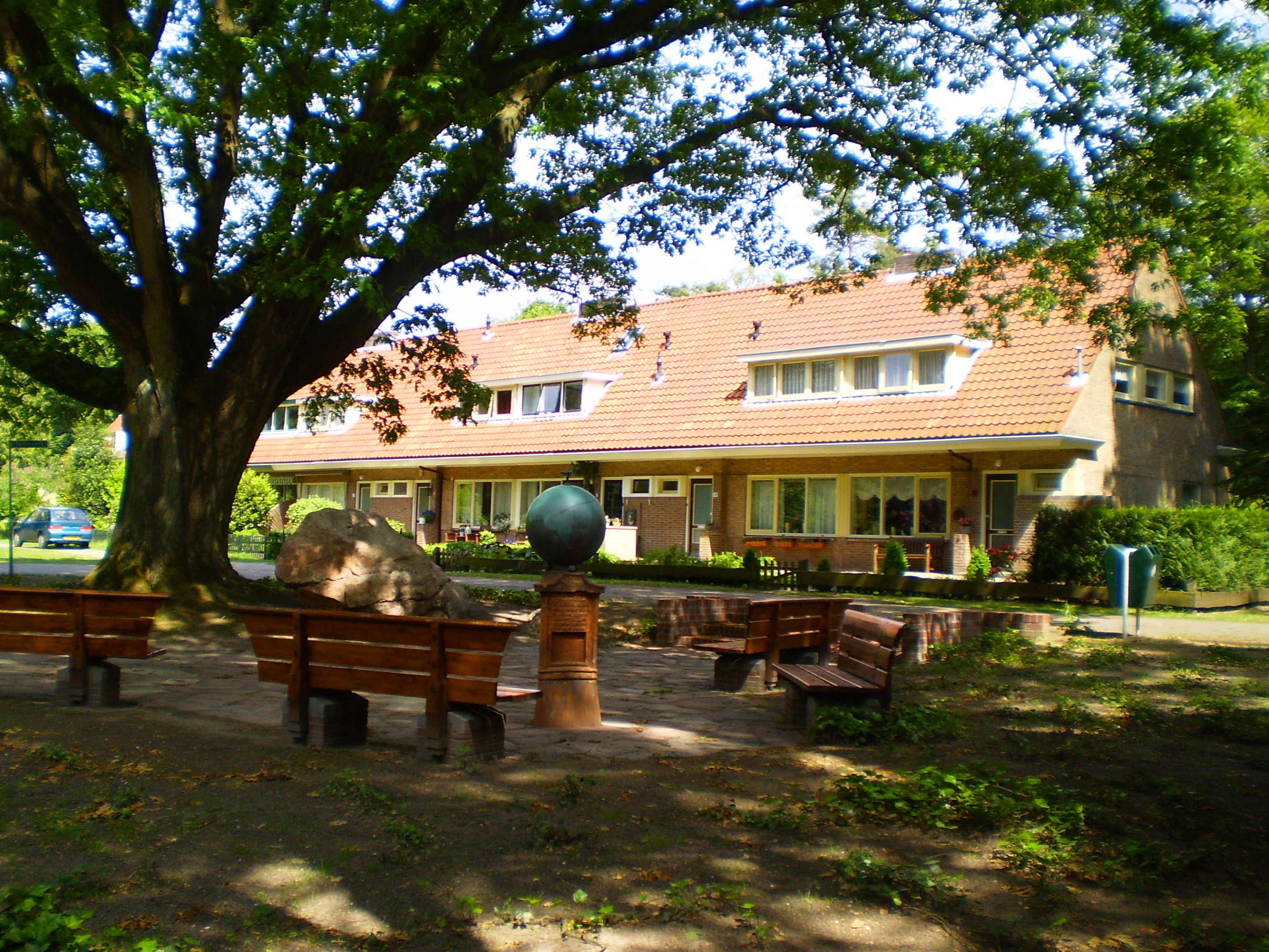
Монумент у селищі
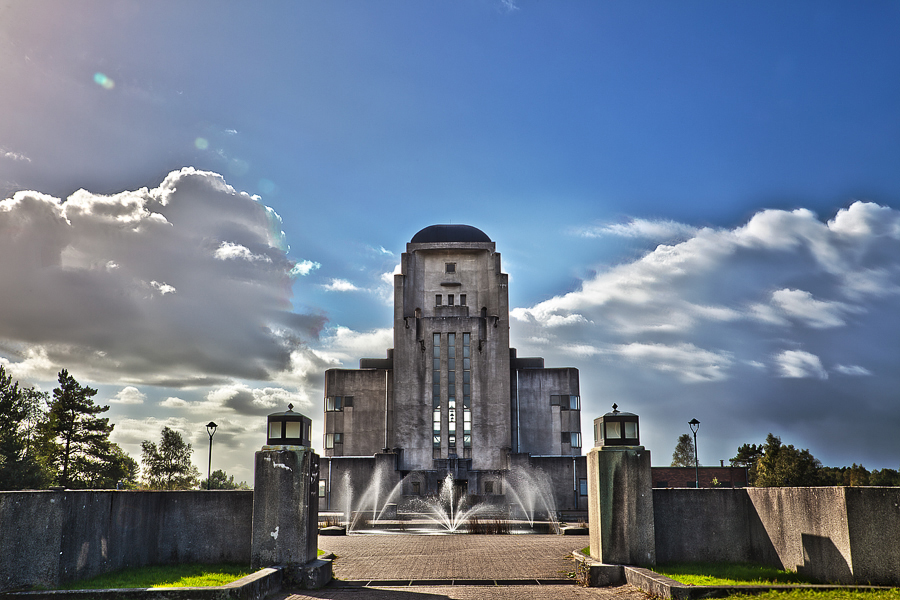
Будівля A